# 安楽寺 (高知市)
安楽寺（あんらくじ）は高知県高知市にある真言宗豊山派の仏教寺院。山号は妙色山（みょうしきざん）。
妙色山 金性院 安楽寺と号する。本尊は阿弥陀如来。

## 歴史
伝承によれば、延喜年間（901年-923年）、菅原道真の長子である菅原高視が配流先の土佐国潮江で菅原道真逝去の知らせを受け、筑紫にある道真の菩提寺の安楽寺にちなんで、当地に安楽寺と潮江天満宮とを建立したという。寺は当初の潮江から升形を経て久万に移転した（潮江、升形、久万はいずれも現・高知市内）。その後、12坊を有する大寺院となったが応仁の乱（1467年-1477年）の兵火を受けて焼失し衰退。天正18年（1590年）の金剛福寺文書に「久万安楽寺」とあり、当時は久万に寺があったことがわかる。その後一時廃絶するが、江戸時代になって寛文年間（1661年-1673年）に弘法寺（現・高知市三谷の三谷寺）の栄俊大徳により再興され、このとき院号を金性院と改めた。明治時代初頭の廃仏毀釈の影響でついに廃寺となったが、明治8年（1875年）に常宝により、長宗我部氏の菩提寺であった旧瑞応院跡に再興された。
再興したあとしばらくは、いずれも廃寺になった四国八十八箇所第30番札所の別当寺である神宮寺（再興されず）とその塔頭 善楽寺のかわりに第30番札所になり、善楽寺が再興されたあとは1993年まで双方がどちらも札所になっていた。1994年1月1日からは善楽寺を第30番札所、当寺を第30番札所奥の院と定め、第30番札所が2箇所存在する問題が解消された。また、かつては善楽寺の山号と同じ「百々山安楽寺」と称していた時期もあった。
その為、各所に見られる「ミニ四国八十八ヶ所」などでは、「百々山安楽寺」の表記の場合が多く見られる。

## 境内
- 仁王門
- 本堂：本尊前立を拝顔できる。堂内には「國寶奉安殿」の掲額がある。
- 大師堂：大師像を拝顔できる。
- 護摩堂
- 多宝塔
- 本坊
- 駐車場：境内に数台。無料。

## 文化財
重要文化財

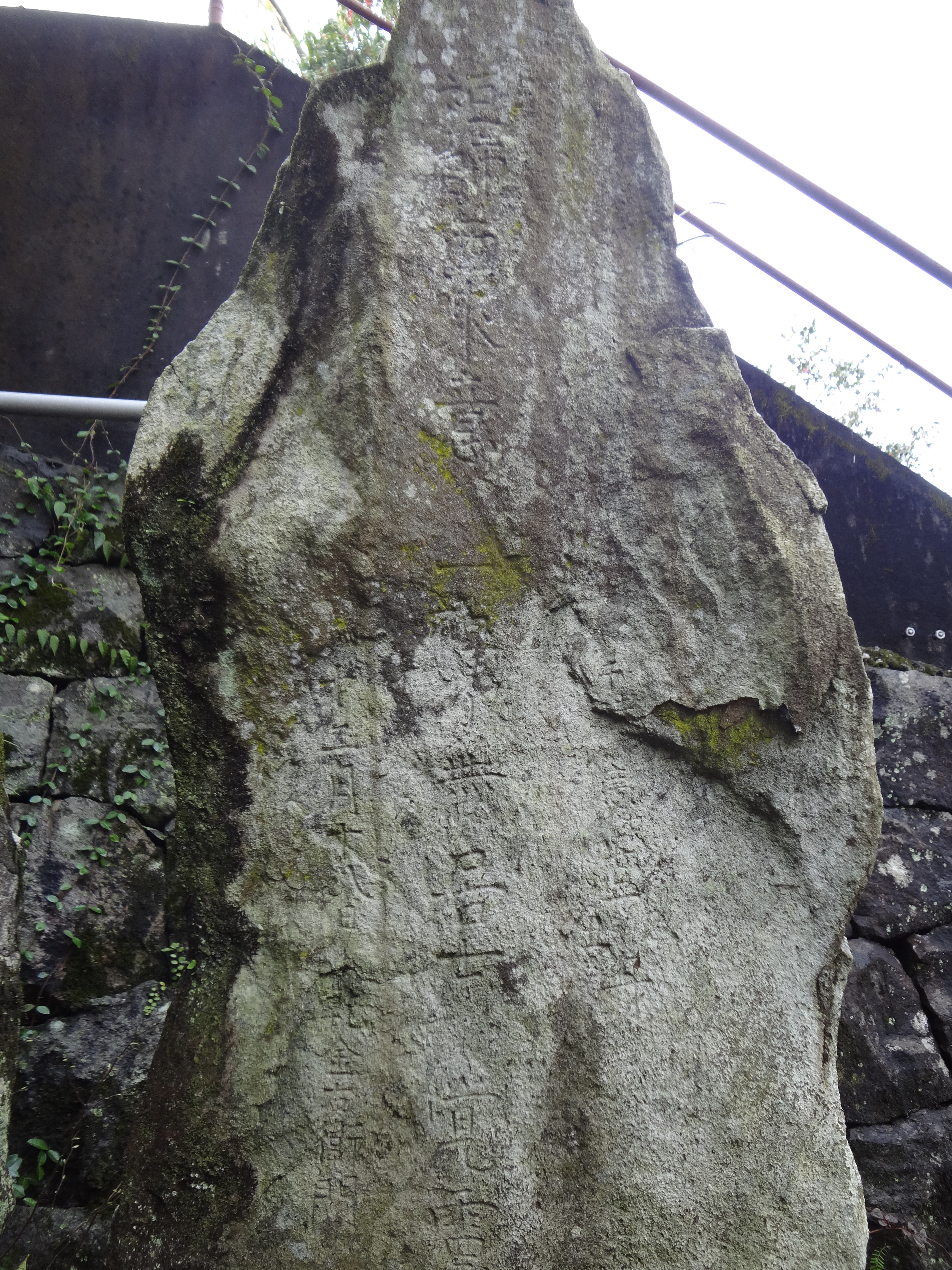
乾正行の墓(板垣退助の八世祖父)

- 木造阿弥陀如来坐像 - 当寺の本尊。ヒノキの寄木造、玉眼、漆箔、像高68.5cm、13世紀頃作、1911年（明治44年）4月17日指定
元は土佐一宮高鴨大明神の別当である神宮寺の本尊であり、土佐一宮の本地仏であったが、明治初年に神宮寺が廃寺の折、土佐国分寺に預けられていた阿弥陀如来である。

## 境内の旧跡
- 鱸礁遺跡
- 旧瑞応寺福泉院の墓域に板垣退助の先祖、乾正行夫妻ら乾家の墓がある。

## 交通アクセス
鉄道
- 四国旅客鉄道（JR四国） 土讃線 - 高知駅 (1.1km)

道路
- 高速道路：高知自動車道 高知IC (4.4km)

## 前後の札所
四国八十八箇所
29 国分寺 -- (6.9km) --  30 善楽寺 -- (5.7km) -- 30 奥の院 安楽寺 -- (7.2km) -- 31 竹林寺

## 周辺
- 薫的神社
- 高知市大川筋武家屋敷資料館
- 高知城
- はりまや橋